# Società Calcistica Cerretese 1978-1979
Questa pagina raccoglie le informazioni riguardanti la Società Calcistica Cerretese nelle competizioni ufficiali della stagione 1978-1979.

## Stagione
La squadra partecipa al primo campionato di Serie C2, classificandosi con 41 punti al secondo posto al pari di Carrarese, Imperia, Montevarchi e Sangiovannese. Sono dunque necessari gli spareggi per decidere la seconda promossa alla Serie C1 1979-1980, ai quali tuttavia la squadra rinuncia dopo che la disputa delle gare previste aveva nuovamente determinato una situazione di parità tra tutte le squadre coinvolte, che avevano totalizzato 4 punti ciascuna.

## Organigramma societario
Area direttiva
- Presidente: Cesare Zingoni
- Segretario: Flaminio Marradi

Area tecnica
- Direttore sportivo: Elio Ganni
- Allenatore: Idilio Cei

## Rosa
| N. |                   | Ruolo | Calciatore        |
| -- | ----------------- | ----- | ----------------- |
|    | Italia (bandiera) | A     | Vincenzo Amendola |
|    | Italia (bandiera) | D     | Eugenio Atzori    |
|    | Italia (bandiera) | C     | Massimo Barbuti   |
|    | Italia (bandiera) | C     | Francesco Calabrò |
|    | Italia (bandiera) | C     | Riccardo Cenci    |
|    | Italia (bandiera) | A     | Pierino Di Iorio  |
|    | Italia (bandiera) | C     | Emilio Doveri     |
|    | Italia (bandiera) | D     | Enzo Giani        |
|    | Italia (bandiera) | C     | Giorgio Giorli    |

| N. |                   | Ruolo | Calciatore         |
| -- | ----------------- | ----- | ------------------ |
|    | Italia (bandiera) | D     | Riccardo Laurenti  |
|    | Italia (bandiera) | C     | Pietro Lazzini     |
|    | Italia (bandiera) | C     | Mauro Manzoni      |
|    | Italia (bandiera) | C     | Giuseppe Materazzi |
|    | Italia (bandiera) | D     | Andrea Mattolini   |
|    | Italia (bandiera) | P     | Stefano Peruzzi    |
|    | Italia (bandiera) | P     | Guido Sani         |
|    | Italia (bandiera) | D     | Roberto Valentini  |

## Risultati

### Campionato

#### Girone di andata
| 1º ottobre 1978 1ª giornata | Imperia | 1 – 0 | Cerretese |  |

| 8 ottobre 1978 2ª giornata | Cerretese | 1 – 1 | Viareggio |  |

| 15 ottobre 1978 3ª giornata | Siena | 0 – 0 | Cerretese |  |

| 22 ottobre 1978 4ª giornata | Cerretese | 5 – 2 | Albese |  |

| 29 ottobre 1978 5ª giornata | Sangiovannese | 0 – 0 | Cerretese |  |

| 5 novembre 1978 6ª giornata | Cerretese | 0 – 0 | Prato |  |

| 12 novembre 1978 7ª giornata | Savona | 0 – 0 | Cerretese |  |

| 19 novembre 1978 8ª giornata | Cerretese | 1 – 2 | Montevarchi |  |

| 26 novembre 1978 9ª giornata | ALMAS | 0 – 2 | Cerretese |  |

| 3 dicembre 1978 10ª giornata | Cerretese | 4 – 0 | Derthona |  |

| 10 dicembre 1978 11ª giornata | Montecatini | 0 – 1 | Cerretese |  |

| 17 dicembre 1978 12ª giornata | Carrarese | 2 – 2 | Cerretese |  |

| 30 dicembre 1978 13ª giornata | Cerretese | 4 – 1 | Olbia |  |

| 7 gennaio 1979 14ª giornata | Cerretese | 0 – 0 | Sanremese |  |

| 14 gennaio 1979 15ª giornata | Civitavecchia | 0 – 2 | Cerretese |  |

| 21 gennaio 1979 16ª giornata | Cerretese | 4 – 1 | Massese |  |

| 28 gennaio 1979 17ª giornata | Grosseto | 1 – 1 | Cerretese |  |

#### Girone di ritorno
| 4 febbraio 1979 18ª giornata | Cerretese | 0 – 0 | Imperia |  |

| 11 febbraio 1979 19ª giornata | Viareggio | 4 – 2 | Cerretese |  |

| 18 febbraio 1979 20ª giornata | Cerretese | 0 – 0 | Siena |  |

| 25 febbraio 1979 21ª giornata | Albese | 2 – 1 | Cerretese |  |

| 4 marzo 1979 22ª giornata | Cerretese | 2 – 2 | Sangiovannese |  |

| 11 marzo 1979 23ª giornata | Prato | 0 – 0 | Cerretese |  |

| 25 marzo 1979 24ª giornata | Cerretese | 1 – 1 | Savona |  |

| 1º aprile 1979 25ª giornata | Montevarchi | 1 – 1 | Cerretese |  |

| 8 aprile 1979 26ª giornata | Cerretese | 5 – 2 | ALMAS |  |

| 22 aprile 1979 27ª giornata | Derthona | 0 – 0 | Cerretese |  |

| 29 aprile 1979 28ª giornata | Cerretese | 3 – 2 | Montecatini |  |

| 6 maggio 1979 29ª giornata | Cerretese | 0 – 0 | Carrarese |  |

| 13 maggio 1979 30ª giornata | Olbia | 1 – 3 | Cerretese |  |

| 20 maggio 1979 31ª giornata | Sanremese | 1 – 0 | Cerretese |  |

| 27 maggio 1979 32ª giornata | Cerretese | 2 – 0 | Civitavecchia |  |

| 3 giugno 1979 33ª giornata | Massese | 0 – 0 | Cerretese |  |

| 9 giugno 1979 34ª giornata | Cerretese | 0 – 0 | Grosseto |  |

## Statistiche

### Statistiche di squadra
| Competizione        | Punti | In casa | In casa | In casa | In casa | In casa | In casa | In trasferta | In trasferta | In trasferta | In trasferta | In trasferta | In trasferta | Totale | Totale | Totale | Totale | Totale | Totale | DR  |
| Competizione        | Punti | G       | V       | N       | P       | Gf      | Gs      | G            | V            | N            | P            | Gf           | Gs           | G      | V      | N      | P      | Gf     | Gs     | DR  |
| ------------------- | ----- | ------- | ------- | ------- | ------- | ------- | ------- | ------------ | ------------ | ------------ | ------------ | ------------ | ------------ | ------ | ------ | ------ | ------ | ------ | ------ | --- |
| Serie C2 (Girone A) | 41    | 17      | 8       | 8       | 1       | 33      | 14      | 17           | 4            | 9            | 4            | 15           | 13           | 34     | 12     | 17     | 5      | 48     | 27     | +21 |